# Myriam Cottias
Myriam Cottias (* 1960 in Bordeaux) ist eine französische Historikerin und Forschungsdirektorin des Centre national de la recherche scientifique (CNRS) am Centre de recherche sur les pouvoirs locaux dans la Caraïbe (CRPLC), ehemalige Université des Antilles et de la Guyane am Standort Martinique. Ihr Gebiet ist die Sklaverei in der Karibik.
Cottias leitete das Centre international de recherches sur les Esclavages. Acteurs, systèmes, représentations (GDRI du CNRS) bzw. seit 2017 das Centre International de Recherches sur les esclavages et post-esclavages (CIRESC). Sie koordiniert auch das Programm Réparations, compensations et indemnités au titre de l'esclavage (Europe-Amériques-Afrique) (XIXe–XXIe).
Von 2013 bis 2016 leitete sie das Comité national pour la mémoire et l’histoire de l’esclavage (CNMHE, Nationales Komitee für das Gedenken und die Geschichte der Sklaverei). 

## Schriften
- mit Magali Bessone: Lexique des réparations de l’esclavage, Paris, Karthala, 2021, ISBN 978-2811129033.
- Les Mondes de l’esclavage – Une histoire comparée, Paris, Seuil, 2021, ISBN 978-2021388855.
- Relire Mayotte Capécia : Une femme des Antilles dans l’espace colonial français (1916–1955), Armand Colin, 2012, ISBN 978-2200277123.
- Corps, la famille et l’état. Hommage à André Burguière, Pu Rennes, 2010, ISBN 978-2753511958.
- Esclavage et dépendances serviles: Histoire comparée, Harmattan, 2006, ISBN 978-2296018877.
- Gender and republican citizenship in the French West Indies, 1848–1945. In: Slavery & Abolition. Band 26, Nr. 2, August 2005, ISSN 0144-039X, S. 233–245, doi:10.1080/01440390500176400.